# In Treatment
In Treatment är ett amerikanskt tv-drama från betalkanalen HBO producerat av bland andra Mark Wahlberg. Serien hade premiär den 28 januari 2008 och de tre första säsongerna handlar om psykoterapeuten Paul Weston (Gabriel Byrne) och hans möten med sina patienter. Seriens tre första säsonger sändes i USA fem dagar i veckan och samma patienter återkom på samma veckodag. Serien avslutades efter tre säsonger 7 december 2010 och återupptogs 2021, då med Uzo Aduba i huvudrollen som terapeuten Brooke Taylor. Serien bygger på den israeliska förlagan Betipul (Hos terapeuten).

## Rollista i urval

### Återkommande säsong 1–3
- Gabriel Byrne – Paul Weston
- Dianne Wiest – Gina
- Michelle Forbes – Kate

### Säsong 1 (2008)
- Melissa George – Laura Hill
- Blair Underwood – Alex Prince
- Mia Wasikowska – Sophie
- Embeth Davidtz – Amy
- Josh Charles – Jake

Biroller
- Peter Horton – Zack
- Jake Richardson – Ian
- Mae Whitman – Rosie
- Max Burkholder – Max
- Julia Campbell – Olivia
- Glynn Turman – Alex Prince, Sr.

### Säsong 2 (2009)
- Hope Davis – Mia Nesky
- Alison Pill –  April
- Aaron Shaw – Oliver
- Sherri Saum – Bess
- Russell Hornsby – Luke
- John Mahoney – Walter Barnett

Biroller
- Laila Robins – Tammy Kent
- Glynn Turman – Alex Prince, Sr.

### Säsong 3 (2010)
- Irrfan Khan – Sunil
- Debra Winger – Frances
- Dane DeHaan – Jesse
- Amy Ryan – Adele
- Alex Wolff – Max

Biroller
- James Lloyd Reynolds – Steve
- Susan Misner – Wendy
- Sonya Walger – Julia
- Samrat Chakrabarti – Arun
- Dendrie Taylor – Marisa
- Joseph Siravo – Roberto

### Säsong 4 (2021)
- Uzo Aduba – Brooke Taylor
- Joel Kinnaman – Adam
- Anthony Ramos – Eladio Restrepo
- John Benjamin Hickey – Colin
- Quintessa Swindell – Laila
- Charlayne Woodard – Rhonda
- Liza Colón-Zayas – Rita